# آکویلا (مجموعه تلویزیونی)
آکویلا (به زبان لاتین: AQVILA) یک مجموعه تلویزیونی انگلیسی ویژه کودکان بود که از ۱۹۹۷ تا ۱۹۹۸ در بی‌بی‌سی پخش می‌شد. هر هفته یک قسمت از آن پخش می‌شد و داستان آن دربارهٔ دو پسر با نام‌های تام بکستر (به انگلیسی: Tom Baxter) و جف رینولد (به انگلیسی: Geoff Reynolds) بود که در هنگام حفر یک چاله در زمین به یک سفینه فضایی دست می‌یافتند. این مجموعه بر اساس کتاب آکویلا از نویسنده انگلیسی اندرو نوریس ساخته شده‌است. این مجموعه موفق به نامزدی بفتا برای بهترین RTS درامای کودکان شده‌است.

## داستان
دو پسر در تعطیلات آخر هفته در حال کندن چاله‌ای در زمینی بایر هستند که جف به درون غاری زیرزمینی می‌افتد. در آنجا آن‌ها اسکلت یک سرباز رومی را در کنار یک شیء بزرگ گرد می‌بینند. متوجه خالی بودن داخل آن شده و می‌فهمند که فضای داخل آن یه اتاقک خلبان دونفره است. آن‌ها پس از مدتی با فشردن دادن کلیدهای رنگی آن به کار با آن پی برده و می‌توانند با آن پرواز کنند.
داستان با پیدا کردن راه‌هایی برای مخفی کردن آن از دید دیگران، آشنایی بیشتر با آن و پیدا کردن راه‌های ارتباط با آن پیچیده‌تر می‌شود. مجموعه با این کشف پسرها که آکویلا تنها سفینه‌ای کوچک از یک نبردناو فضایی بسیار بزرگتر در خارج از فضای زمین است به پایان می‌رسد.

### آکویلا
آکویلا سفینه نجاتی از نبردناوی است که متعلق به ییریلیان‌ها (Yrrillians) از سیاره دنب (Deneb) است. آکویلا می‌تواند تقریباً مسافتی بدون محدودیت را طی کند و در خارج از اتمسفر زمین خدمه می‌توانند بدون نیاز به لباس فضایی در آن باشند؛ البته در آسیبی که پیش از ورود به زمین در سیستم بازتولید اکسیژن آن روی داده و در یکی از قسمت‌ها بیان می‌شود تنها برای ۶ ساعت می‌تواند اکسیژن لازم خدمه را تأمین کند. از دیگر ویژگی‌های سفینه می‌تواند به توانایی نامریی شدن، کنترل از راه دور، لیزر، رابط کاربری هولوگرافیک و جنگ‌افزار دفاعی مرکزی (قادر به کشتن هر موجودی در شعاع ۳ مایلی) نام برد. آکویلا تمام چیزهایی را که می‌بیند در شیئی تخم‌مرغی شکل در خود ذخیره می‌کند که می‌توان آن را به صورت هولوگرافیک بازپخش کرد. در حافظه آن ۱۶۰۰ سال داده ذخیره می‌شود.
آکویلا در زبان لاتین به معنی عقاب است. جمله‌ای به لاتین بر کلاهخود سرباز رومی حک شده بود بدین‌گونه: Licat volare si super tergum aquila volat که معنی آن می‌شود: یک مرد می‌تواند هرکجا که بخواهد پرواز کند به شرط اینکه بر پشت یک عقاب سوار باشد. این ضرب‌المثل از داستانی یونانی سرچشمه گرفته که می‌گوید روزی خدایان می‌خواستند بهترین پرنده را انتخاب کنند؛ آن‌ها مسابقه‌ای برای زودتر رسیدن به کوه الیمپوس بین پرندگان ترتیب دادند. عقاب در حال برنده شدن مسابقه بود اما پرستو که تمام مدت مسابقه بر پشت عقاب در حال استراحت بود در آخرین لحظه از پشت عقاب پایین جهید و مسابقه را برد. نام AQVILA بر بدنه خارجی سفینه حک شده‌است.

## بازیگران
فهرست برخی از بازیگران این مجموعه در زیر آمده‌است.
| بازیگر          | نقش           |
| --------------- | ------------- |
| بن بروکس        | تام بکستر     |
| کرایگ ویه       | جف رینولدز    |
| سالیان لاو      | خانم بکستر    |
| هیلاری میسون    | خانم رینولدز  |
| توماس وسلی      | پروفسور هیر   |
| آلاستیر گالبریت | آقای اورکوارت |
| استفن تیندال    | آقای رینولدز  |
| کنستانس بری     | آلیسون        |
| پیتر ودینگتون   | آقای وارتون   |
| دیل راپلی       | آلن پیچارد    |
| هاول ایوانس     | آقای ایوانس   |

## فهرست قسمت‌ها

### مجموعه اول (۱۹۹۷)
| # | # | عنوان               | کارگردان | نویسنده     | زمان پخش       | کد تولید |
| --- | - | ------------------- | -------- | ----------- | -------------- | -------- |
| ۱ | ۱ | «عقاب فرود آمد»     | دیوید بل | اندرو نوریس | ۲ دسامبر ۱۹۹۷  | LCNA291S |
| تام و جف در جریان تعطیلات خود آکویلا را در غاری پیدا می‌کنند.                                            |   |                     |          |             |                |          |
| ۲ | ۲ | «رفیق خانه»         | دیوید بل | اندرو نوریس | ۴ دسامبر ۱۹۹۷  | LCNA292L |
| با پایان یافتن تعطیلات، تام و جف در فکر بردن آکویلا به خانه هستند بدون اینکه پدر و مادرشان چیزی بفهمند. |   |                     |          |             |                |          |
| ۳ | ۳ | «از دست دادن منظره» | دیوید بل | اندرو نوریس | ۹ دسامبر ۱۹۹۷  | LCNA293F |
| تام و جف کلیدهای آکویلا را امتحان می‌کنند                                                                |   |                     |          |             |                |          |
| ۴ | ۴ | «راهنمای کنترل»     | دیوید بل | اندرو نوریس | ۱۱ دسامبر ۱۹۹۷ | LCNA294A |
| تام قدرت‌هایی را پس از گیر کردن دستش در داشبورد آکویلا بدست می‌آورد                                       |   |                     |          |             |                |          |
| ۵ | ۵ | «سطوح انرژی»        | دیوید بل | اندرو نوریس | ۱۶ دسامبر ۱۹۹۷ | LCNA295T |
| تام و جف نمی‌دانند که با کم شدن انرژی آکویلا چه کنند.                                                    |   |                     |          |             |                |          |
| ۶ | ۶ | «آزمایش قوه ادراک»  | دیوید بل | اندرو نوریس | ۱۸ دسامبر ۱۹۹۷ | LCNA296N |
| جف درباره سرچشمه آکویلا چیزهایی می‌فهمد.                                                                 |   |                     |          |             |                |          |
| ۷ | ۷ | «لانه عقاب»         | دیوید بل | اندرو نوریس | ۲۳ دسامبر ۱۹۹۷ | LCNA297H |
| چیزی نمی‌ماند که راز تام و جف فاش می‌شود.                                                                 |   |                     |          |             |                |          |

### مجموعه دوم (۱۹۹۸)
| # | # | عنوان                      | کارگردان | نویسنده                  | تاریخ پخش      | کد تولید |
| --- | - | -------------------------- | -------- | ------------------------ | -------------- | -------- |
| ۸ | ۱ | «سورپرایز تولد»            | دیوید بل | ریچارد فگن و اندرو نوریس | ۱ دسامبر ۱۹۹۸  | LCNC141T |
| جف با آکویلا به دیدن پدرش در پاریس می‌رود و تام نیز به دنبال پدرش با آکویلا به استرالیا می‌رود.           |   |                            |          |                          |                |          |
| ۹ | ۲ | «نبرد با بابی»             | دیوید بل | ریچارد فگن و اندرو نوریس | ۳ دسامبر ۱۹۹۸  | LCNC142N |
| پسری جدید در مدرسه با تام و جف به پرواز می‌رود.                                                          |   |                            |          |                          |                |          |
| ۱۰ | ۳ | «فیلی در بین مردان نابینا» | دیوید بل | ریچارد فگن و اندرو نوریس | ۸ دسامبر ۱۹۹۸  | LCNC143H |
| تام و جف تاریخچه آکویلا را با پیدا کردن فیلم‌های ذخیره آن می‌فهمند.                                       |   |                            |          |                          |                |          |
| ۱۱ | ۴ | «انگور فرنگی»              | دیوید بل | ریچارد فگن و اندرو نوریس | ۱۰ دسامبر ۱۹۹۸ | LCNC144B |
| تام از آمدن دوست جف ناخشنود می‌شود.                                                                      |   |                            |          |                          |                |          |
| ۱۲ | ۵ | «پایان یک لانه»            | دیوید بل | ریچارد فگن و اندرو نوریس | ۱۵ دسامبر ۱۹۹۸ | LCNC145W |
| تام و جف بدنبال لانه‌ای جدید برای آکویلا می‌گردند.                                                        |   |                            |          |                          |                |          |
| ۱۳ | ۶ | «فکر دوباره»               | دیوید بل | ریچارد فگن و اندرو نوریس | ۱۷ دسامبر ۱۹۹۸ | LCNC146P |
| سفری به مریخ با مشکل مواجه می‌شود هنگامی که تام و جف کنترل آکویلا را هنگام بازگشت به زمین از دست می‌دهند. |   |                            |          |                          |                |          |